# 16.ª etapa do Giro d'Italia de 2021
A 16.ª etapa do Giro d'Italia de 2021 teve lugar a 25 de maio de 2021 entre Sacile e Cortina d'Ampezzo.
O percurso inicial previsto pela organização da corrida foi de 212 km sendo a etapa rainha da corrida, passando por 4 portos de montanha, três deles de primeira categoria (La Crosetta, Passo Fedaia e Passo Giau) e o quarto porto Passo Pordoi sendo este a Cima Coppi da corrida. No entanto considerando as condições meteorológicas nas últimos 2 ascensões (Passo Pordoi e Passo Giau), a organização da corrida (RCS Sport) aplicando o protocolo de clima extremo, optou por reduzir o percurso a um total da 153 km tirando as ascensões de Fedaia e Pordoi, de maneira tal que o Passo Giau se converteu na nova Cima Coppi da corrida.
O ganhador da etapa foi o colombiano Egan Bernal, quem completou a sua segunda vitória no Giro e vestiu a maglia rosa.

## Classificação da etapa
| Sacile - Cortina d'Ampezzo | alta montanha | (153 km) |

| \| Classificação por etapas \| Classificação por etapas \| Classificação por etapas \| Classificação por etapas \| Classificação por etapas \| \| Ciclista \| Ciclista \| Equipe \| Tempo \| \| \| ------------------------ \| ------------------------ \| ------------------------ \| ------------------------ \| ------------------------ \| \| 1. \| Egan Bernal \| Ineos Grenadiers \| 4h22m41s \| \| \| 2. \| Romain Bardet \| Team DSM \| + 27s \| \| \| 3. \| Damiano Caruso \| Bahrain Victorious \| + 27s \| \| \| 4. \| Giulio Ciccone \| Trek-Segafredo \| + 1m18s \| \| \| 5. \| Hugh Carthy \| EF Education-Nippo \| + 1m19s \| \| \| 6. \| João Almeida \| Deceuninck-Quick Step \| + 1m21s \| \| \| 7. \| Aleksandr Vlasov \| Astana-Premier Tech \| + 2m11s \| \| \| 8. \| Gorka Izagirre \| Astana-Premier Tech \| + 2m31s \| \| \| 9. \| Davide Formolo \| UAE Team Emirates \| + 2m33s \| \| \| 10. \| Tobias Foss \| Jumbo-Visma \| + 2m33s \| \| |                  |                       |          |
| |                  |                       |          |
| Fonte: ProCyclingStats |                  |                       |          |
| Classificação por etapas |                  |                       |          |
| Ciclista | Ciclista         | Equipe                | Tempo    |
| 1. | Egan Bernal      | Ineos Grenadiers      | 4h22m41s |
| 2. | Romain Bardet    | Team DSM              | + 27s    |
| 3. | Damiano Caruso   | Bahrain Victorious    | + 27s    |
| 4. | Giulio Ciccone   | Trek-Segafredo        | + 1m18s  |
| 5. | Hugh Carthy      | EF Education-Nippo    | + 1m19s  |
| 6. | João Almeida     | Deceuninck-Quick Step | + 1m21s  |
| 7. | Aleksandr Vlasov | Astana-Premier Tech   | + 2m11s  |
| 8. | Gorka Izagirre   | Astana-Premier Tech   | + 2m31s  |
| 9. | Davide Formolo   | UAE Team Emirates     | + 2m33s  |
| 10. | Tobias Foss      | Jumbo-Visma           | + 2m33s  |

## Classificações ao final da etapa
- As classificações finalizaram da seguinte forma:[2]

### Classificação geral(Maglia Rosa)
| \| Classificação geral \| Classificação geral \| Classificação geral \| Classificação geral \| Classificação geral \| \| Ciclista \| Ciclista \| Equipe \| Tempo \| \| \| ------------------- \| ---------------------- \| --------------------- \| ------------------- \| ------------------- \| \| 1. \| Egan Bernal \| Ineos Grenadiers \| 66h36m04s \| \| \| 2. \| Damiano Caruso \| Bahrain Victorious \| + 2m24s \| \| \| 3. \| Hugh Carthy \| EF Education-Nippo \| + 3m40s \| \| \| 4. \| Aleksandr Vlasov \| Astana-Premier Tech \| + 4m18s \| \| \| 5. \| Simon Yates \| BikeExchange \| + 4m20s \| \| \| 6. \| Giulio Ciccone \| Trek-Segafredo \| + 4m31s \| \| \| 7. \| Romain Bardet \| Team DSM \| + 5m02s \| \| \| 8. \| Daniel Felipe Martínez \| Ineos Grenadiers \| + 7m17s \| \| \| 9. \| Tobias Foss \| Jumbo-Visma \| + 8m20s \| \| \| 10. \| João Almeida \| Deceuninck-Quick Step \| + 10m01s \| \| |                        |                       |           |
| |                        |                       |           |
| Fonte: ProCyclingStats |                        |                       |           |
| Classificação geral |                        |                       |           |
| Ciclista | Ciclista               | Equipe                | Tempo     |
| 1. | Egan Bernal            | Ineos Grenadiers      | 66h36m04s |
| 2. | Damiano Caruso         | Bahrain Victorious    | + 2m24s   |
| 3. | Hugh Carthy            | EF Education-Nippo    | + 3m40s   |
| 4. | Aleksandr Vlasov       | Astana-Premier Tech   | + 4m18s   |
| 5. | Simon Yates            | BikeExchange          | + 4m20s   |
| 6. | Giulio Ciccone         | Trek-Segafredo        | + 4m31s   |
| 7. | Romain Bardet          | Team DSM              | + 5m02s   |
| 8. | Daniel Felipe Martínez | Ineos Grenadiers      | + 7m17s   |
| 9. | Tobias Foss            | Jumbo-Visma           | + 8m20s   |
| 10. | João Almeida           | Deceuninck-Quick Step | + 10m01s  |

### Classificação por pontos(Maglia Ciclamino)
| Classificação por pontos | Classificação por pontos | Classificação por pontos | Classificação por pontos | Classificação por pontos |
| Ciclista                 | Ciclista                 | Equipe                   | Pontos                   |                          |
| ------------------------ | ------------------------ | ------------------------ | ------------------------ | ------------------------ |
| 1.                       | Peter Sagan              | Bora-Hansgrohe           | 135 pts                  |                          |
| 2.                       | Davide Cimolai           | Israel Start-Up Nation   | 113 pts                  |                          |
| 3.                       | Fernando Gaviria         | UAE Team Emirates        | 110 pts                  |                          |
| 4.                       | Elia Viviani             | Cofidis                  | 86 pts                   |                          |
| 5.                       | Egan Bernal              | Ineos Grenadiers         | 55 pts                   |                          |
| 6.                       | Dries De Bondt           | Alpecin-Fenix            | 51 pts                   |                          |
| 7.                       | Edoardo Affini           | Jumbo-Visma              | 50 pts                   |                          |
| 8.                       | Umberto Marengo          | Bardiani CSF Faizanè     | 45 pts                   |                          |
| 9.                       | Matteo Moschetti         | Trek-Segafredo           | 44 pts                   |                          |
| 10.                      | Francesco Gavazzi        | Eolo-Kometa              | 42 pts                   |                          |

### Classificação da montanha(Maglia Azzurra)
| Classificação da montanha | Classificação da montanha | Classificação da montanha | Classificação da montanha | Classificação da montanha |
| Ciclista                  | Ciclista                  | Equipe                    | Pontos                    |                           |
| ------------------------- | ------------------------- | ------------------------- | ------------------------- | ------------------------- |
| 1.                        | Geoffrey Bouchard         | AG2R Citroën Team         | 136 pts                   |                           |
| 2.                        | Egan Bernal               | Ineos Grenadiers          | 107 pts                   |                           |
| 3.                        | Bauke Mollema             | Trek-Segafredo            | 53 pts                    |                           |
| 4.                        | Lorenzo Fortunato         | Eolo-Kometa               | 52 pts                    |                           |
| 5.                        | Damiano Caruso            | Bahrain Victorious        | 35 pts                    |                           |
| 6.                        | Giulio Ciccone            | Trek-Segafredo            | 34 pts                    |                           |
| 7.                        | Dries De Bondt            | Alpecin-Fenix             | 30 pts                    |                           |
| 8.                        | Jan Tratnik               | Bahrain Victorious        | 26 pts                    |                           |
| 9.                        | Romain Bardet             | Team DSM                  | 22 pts                    |                           |
| 10.                       | Daniel Martin             | Israel Start-Up Nation    | 21 pts                    |                           |

### Classificação dos jovens(Maglia Bianca)
| Classificação dos jovens | Classificação dos jovens | Classificação dos jovens | Classificação dos jovens | Classificação dos jovens |
| Ciclista                 | Ciclista                 | Equipe                   | Tempo                    |                          |
| ------------------------ | ------------------------ | ------------------------ | ------------------------ | ------------------------ |
| 1.                       | Egan Bernal              | Ineos Grenadiers         | 66h36m04s                |                          |
| 2.                       | Aleksandr Vlasov         | Astana-Premier Tech      | + 4m18s                  |                          |
| 3.                       | Daniel Felipe Martínez   | Ineos Grenadiers         | + 7m17s                  |                          |
| 4.                       | Tobias Foss              | Jumbo-Visma              | + 8m20s                  |                          |
| 5.                       | João Almeida             | Deceuninck-Quick Step    | + 10m01s                 |                          |
| 6.                       | Attila Valter            | Groupama-FDJ             | + 16m23s                 |                          |
| 7.                       | Remco Evenepoel          | Deceuninck-Quick Step    | + 28m07s                 |                          |
| 8.                       | Lorenzo Fortunato        | Eolo-Kometa              | + 37m07s                 |                          |
| 9.                       | Alessandro Covi          | UAE Team Emirates        | + 1h12m05s               |                          |
| 10.                      | Einer Rubio              | Movistar Team            | + 1h16m31s               |                          |

### Classificação por equipas"Súper team"
| Classificação por equipes | Classificação por equipes | Classificação por equipes | Classificação por equipes |
| Equipe                    | Equipe                    | Tempo                     |                           |
| ------------------------- | ------------------------- | ------------------------- | ------------------------- |
| 1.                        | Trek-Segafredo            | 8m30s                     |                           |
| 2.                        | Ineos Grenadiers          | + 6m46s                   |                           |
| 3.                        | Team BikeExchange         | + 26m12s                  |                           |
| 4.                        | Jumbo-Visma               | + 29m06s                  |                           |
| 5.                        | Movistar Team             | + 42m48s                  |                           |
| 6.                        | EF Education-Nippo        | + 46m27s                  |                           |
| 7.                        | Team DSM                  | + 52m08s                  |                           |
| 8.                        | Astana-Premier Tech       | + 53m20s                  |                           |
| 9.                        | Bahrain Victorious        | + 1h03m44s                |                           |
| 10.                       | Deceuninck-Quick Step     | + 1h09m43s                |                           |

## Abandonos
- Thomas de Gendt não tomou a saída por problemas num joelho.[3]
- Sébastien Reichenbach não completou a etapa por problemas físicos devido a uma queda no dia anterior.[4]